# Volleyball in Spanien

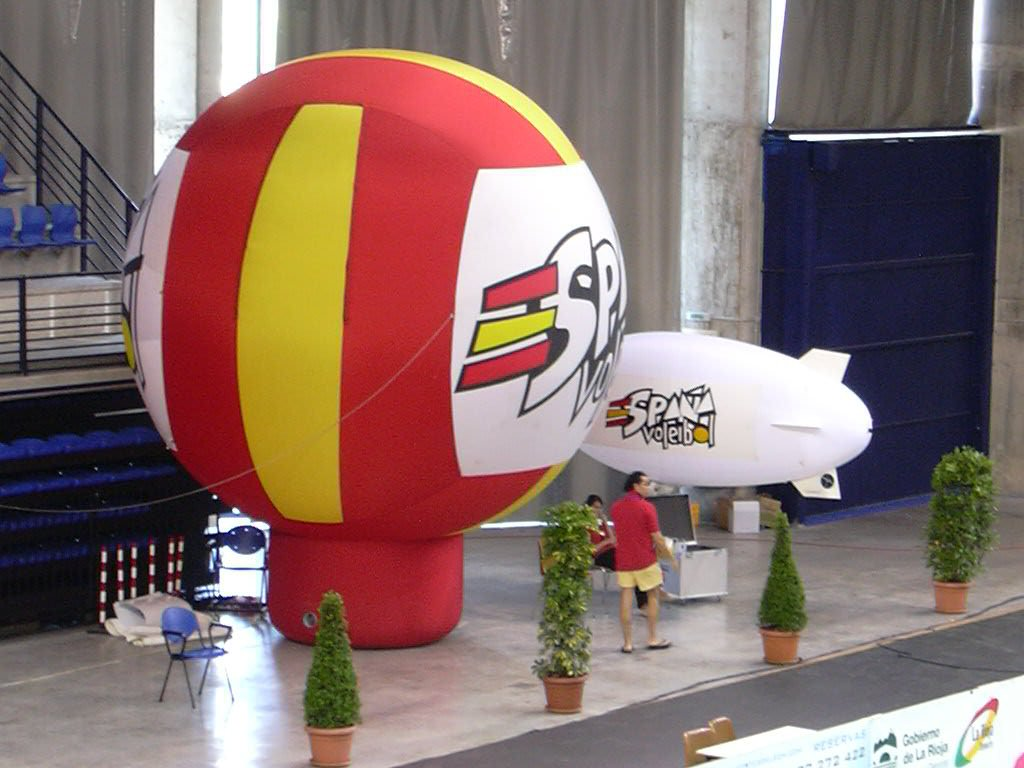
Volleyball in Spanien

Volleyball ist eine der beliebtesten Mannschaftssportarten in Spanien. Es gibt regelmäßige Liga- und Pokalwettbewerbe in verschiedenen Kategorien sowohl für Männer als auch Frauen, in denen Mannschaften aus allen Teilen des Landes spielen. Spanische Teams nehmen an den wichtigen internationalen Wettbewerben sowohl für Vereins- als auch für Nationalmannschaften teil. In den Sommermonaten finden zudem vielfältige Beachvolleyballwettbewerbe statt, nicht nur an den Stränden, sondern auch an vielen Orten im Binnenland.

## Geschichte
Volleyball wurde erstmals in den 1920er Jahren an den Stränden Kataloniens populär. Auch nach dem Spanischen Bürgerkrieg blieb Volleyball ein Minderheitensport, der an Schulen und von Jugendorganisationen praktiziert wurde. Dennoch führte die steigende Bedeutung vor allem auf internationaler Ebene zur Einführung organisierter Strukturen auch in Spanien, zunächst allerdings innerhalb des spanischen Handballbundes (1948–1950).
Die sehr zurückhaltende Förderung durch den Handballverband führt dazu, dass sich der Volleyball 1950 als Sektion des nationalen Basketballverbandes neu organisierte und sich Regionalverbände in allen Landesteilen zulegte. 1951 wurde die erste spanische Landesmeisterschaft ausgespielt. 1953 wurde die Volleyballsektion Mitglied des Internationalen Volleyballverbandes.
Nach dieser ersten Periode größerer Aktivität zeigte sich der Basketballverband bemüht, das bisherige Arrangement mit dem Volleyball zu beenden. In der Saison 1958–1959|59 kam es zum Versuch, den Volleyball der nationalen Rugbyvereinigung anzugliedern, doch schließlich konstituierte sich am 26. Januar 1960 die eigenständige Federación Española de Balonvolea/Voleibol (RFEVB). 
In den 1990er Jahren kam es schließlich zum endgültigen Durchbruch des Volleyballs zu einer der populärsten Sportarten in Spanien. Die spanischen Auswahlmannschaften nahmen mit guten Resultaten an internationalen Meisterschaften teil, und zahlreiche Spieler von Weltniveau spielten in Clubs der spanischen Liga. Im Juli 2003 fand in Madrid die Finalphase der Weltliga statt. Bei den Frauen dominierte Tenerife Marichal jahrelang die nationale Clubszene und gewann 2004 im eigenen Stadion die europäische Champions League.
Der bislang größte Erfolg auf Nationalmannschaftsebene gelang bei der Volleyball-Europameisterschaft der Männer 2007 in Russland, wo man im Finale den favorisierten Gastgeber besiegte und überraschend Gold holte.
Parallel dazu fand auch der Aufstieg des spanischen Beachvolleyballs statt, was in der olympischen Silbermedaille für Pablo Herrera und Javier Bosma bei den Spielen von Athen 2004 seine Bestätigung fand.

## Referenzen
- HISTORIA DEL VOLEIBOL ESPAÑOL (spanisch)